# 派克縣 (伊利諾伊州)
派克縣（英語：Pike County）是美国伊利诺伊州西部的一個縣，西隔密西西比河與密蘇里州相望，面積2,199平方公里。根據2020年美國人口普查，共有人口14,739人。縣治皮茨菲爾德（Pittsfield）。該縣成立於1821年1月31日，縣名紀念美國探險家紀伯倫·蒙哥馬里·派克。